# CRベノムの逆襲
CRベノムの逆襲（シーアールベノムのぎゃくしゅう）は、2010年1月より高尾から発売されたパチンコ。
なお、ベノムは『スパイダーマン』に登場するヴィランの名前であるが、近年は「ヴェノム」表記で統一されている。詳細は同項目を参照のこと。

## 概要
スパイダーマンを題材にしたパチンコの4作目。「スパイダーループボーナス」と「ラッシュチャージシステム」で構成される新型大連荘システム「モンスターラッシュ」が特徴。
特別図柄用の始動口が普通電動役物（アタッカー）で塞がれているため 、特別図柄の当選（大当たり）を得るには、普通図柄の当選を経由しなくてはならない。
一般的には特別電動役物にアタッカーが、普通電動役物に電動チューリップが採用されているが、この機種は特別電動役物が電動チューリップ、普通電動役物がアタッカーと、役割が逆になっている。
特別図柄の当選は全て2ラウンド1カウントであり、また開放時間も非常に短いので、その直前の約5.7秒アタッカー開放の普通図柄の当選で出玉を稼ぐ。

## 遊技方法
1. 左打ちでヘソの位置にある通過ゲート（スルーチャッカー、直下に3個返しの普通入賞口あり）に玉を通す。抽選に当選すると、液晶画面に図柄が揃って普通図柄の当選となる。
2. すると、盤面右下にある普通電動役物が約5.7秒間開くので、右打ちに切り替えて普通電動役物内の始動口に遊技球を入賞させる。遊技球が1個も入賞しなかったら「1.」からやり直しとなる。
3. 始動口に遊技球が入賞して初めて特別図柄の抽選が行われ、65534/65536の抽選に当選すると特別図柄の当選となり、モンスターラッシュに突入する。2/65536の確率で当選しなかったら「1.」からやり直しとなる。
4. モンスターラッシュ中も右打ちのままにし、盤面右の通過ゲート（賞球ナシ）に遊技球が通ると普通図柄の抽選が行われ、普通図柄の当選となる。
5. 再び盤面右下にある普通電動役物が開くので、内部にある始動口に遊技球を入賞させる。もし1個も入賞しなかったら「4.」に戻る。65535/65536の抽選に当選すると特別図柄の当選となる。
6. スパイダーループボーナスは、「インフィニティゾーン」 → 「ベノムゾーン」 → 「カウントダウンゾーン」 → 「バトルゾーン」 → 「ファイナルチャンス」と進んでいき、それぞれのゾーンのミッションをクリアするとチャージが行われ、インフィニティゾーンにループする。
7. ファイナルチャンスのミッションに失敗するとモンスターラッシュが終了、「1.」に戻る。

## 演出

### 予告
スパイダーセンス予告

スパイダー予告

変動開始時図柄予告

タイトルロゴ予告

パンプキンボム予告

チャンス目予告

ゲート予告

スパイダーマングライド予告

WEB予告

キャラ群予告

Goo予告

ニュースペーパー予告

敵キャラ予告

特殊変動予告

### リーチ
ノーマルショート

ノーマルミドル

ノーマルロング

ドックンリーチ

ハイパードックンリーチ

いきなりバトルリーチ

ブラックスパイダーチャンス

全回転リーチ

## モンスターラッシュの詳しい仕組み
この機種は、確変割合が95%もある代わりに、リミッタ回数が20回となっている。
モンスターラッシュは、特別図柄の初当選（初大当たり）が通常大当たりでも、確変大当たりでも必ず突入する。
リミッタに到達していない状態（初大当たりも含む）で5%（1/20）の通常大当たりを引くと、大当たり終了後は必ず時短に突入する。時短は特別図柄1回転であるため、盤面右下にある普通電動役物内の始動口に遊技球が入賞するまで継続する（普通図柄の抽選にハズれたことによって時短が終了することはない）。
時短中も普通図柄は高確率状態（1/1）になっており、大当たり確率は低確率状態でも65534/65536であるため、時短に突入しても次の特別図柄の抽選でハズレを引かない限り（2/65536）は確実に次の大当たりを得ることができる。 
ここで確変大当たりを引くと、そこからリミッタ20回の確変連荘が始まる（インフィニティゾーンに戻る）。「時短中の確変大当たりによる引き戻し」がラッシュチャージシステムの正体である。
もし、時短中に通常大当たりを引いても、大当たり終了後再び時短に突入するだけで、モンスターラッシュが終了することはない。
確変連チャンが19回連続で続き、リミッタに到達すると、次の大当たりは必ず通常大当たりとなる（ファイナルチャンス）。
この大当たりの内訳は 
- 時短付き通常大当たり:（10/19）
- 時短なし通常大当たり:（9/19）

となっており、ここで時短なしの方の通常大当たりを引くと、演出上ファイナルチャンスのミッションに失敗したことになりモンスターラッシュが終了する。ここで左打ちの通常時に戻る。

## スペック

### CR ベノムの逆襲 M
- 特別図柄（特別電動役物（電動チューリップ）の開放）
  - （低確率）：1/1.0003（65535/65536）
  - （高確率）：1/1.0002（65534/65536）
- 普通図柄（普通電動役物（アタッカー）の開放）
  - （低確率）：1/234.9
  - （高確率）：1/1
- 賞球数：3（ヘソの位置にある普通入賞口） & 4（それ以外の普通入賞口） & 5（大入賞口） & 8（始動口）
- ラウンド（特別図柄の当選1回あたりの、特別電動役物の開放回数）：2ラウンド
- 特電のカウント（特別電動役物の開放1回あたりの、概ねの入賞個数）：1カウント
- 普電のカウント（普通電動役物の開放1回あたりの、概ねの入賞個数）：10カウント
- 確変割合：95/100（95%）
- 特別図柄の当選の内訳
  - 2ラウンド確変 ⇒ 95%
  - 2ラウンド通常 ⇒ 5%
- リミッタ回数：20回
- 時短（小当たりのみ高確率状態）
  - リミッタ未到達時の通常大当たり終了後、必ず1回転
  - リミッタ到達時の通常大当たり終了後、10/19の割合で1回転
- 普通電動役物の開放時間：約5.7秒

### CR ベノムの逆襲 S149
- 特別図柄
  - （低確率）：1/1.0003（65535/65536）
  - （高確率）：1/1.0002（65534/65536）
- 普通図柄
  - （低確率）：1/149.9
  - （高確率）：1/1
- 賞球数：3（ヘソの位置にある普通入賞口） & 4（始動口、大入賞口） & 5（それ以外の普通入賞口）
- ラウンド：2ラウンド
- 特電のカウント：1カウント
- 普電のカウント：10カウント
- 確変割合：95/100（95%）
- 特別図柄の当選の内訳
  - 2ラウンド確変 ⇒ 95%
  - 2ラウンド通常 ⇒ 5%
- リミッタ回数：20回
- 時短（小当たりのみ高確率状態）
  - リミッタ未到達時の通常大当たり終了後、必ず1回転
  - リミッタ到達時の通常大当たり終了後、2/3の割合で1回転
- 普通電動役物の開放時間：約5.7秒

### CR Aベノムの逆襲 S99
- 特別図柄
  - （低確率）：1/1.0003（65535/65536）
  - （高確率）：1/1.0002（65534/65536）
- 普通図柄
  - （低確率）：1/99.9
  - （高確率）：1/1
- 賞球数：3（ヘソの位置にある普通入賞口） & 4（始動口、大入賞口） & 5（それ以外の普通入賞口）
- ラウンド：2ラウンド
- 特電のカウント：1カウント
- 普電のカウント：10カウント
- 確変割合：95/100（95%）
- 特別図柄の当選の内訳
  - 2ラウンド確変 ⇒ 95%
  - 2ラウンド通常 ⇒ 5%
- リミッタ回数：20回
- 時短（小当たりのみ高確率状態）
  - リミッタ未到達時の通常大当たり終了後、必ず1回転
  - リミッタ到達時の通常大当たり終了後、1/2の割合で1回転
- 普通電動役物の開放時間：約5.7秒